# Danske Juletræer
Danske Juletræer – træer og grønt er en landsdækkende brancheorganisation for de virksomheder, der beskæftiger sig med produktion af juletræer og klippegrønt.
Danske Juletræer blev grundlagt i 1984 som en sektion i skovbrugets brancheforening, Dansk Skovforening, og fik derfor navnet Pyntegrøntsektionen. De typiske medlemmer ved foreningens start var store godser og større skovejendomme, der alle havde pyntegrøntproduktion som en vigtig indtægtskilde.
I løbet af 1990’erne blev juletræsproduktionen mere udbredt på landbrugsarealer, og foreningen skiftede i 1997 navn til Dansk Juletræsdyrkerforening. I 2012 fik foreningens sit nuværende navn, Danske Juletræer – træer & grønt.
Danske Juletræer varetager medlemmernes interesser, bl.a. i forhold til forskning, dyrkning, produktion, markedsføring og afsætning af juletræer og klippegrønt. Brancheforeningen har cirka 650 medlemmer, hovedsageligt producenter, forhandlere, grossister, godsejere, planteskoler og maskinproducenter.
Danske Juletræers formand siden 2010 er juletræsproducent Martin Petersen. Direktør siden 2011 er Claus Jerram Christensen, forstkandidat fra Københavns Universitet 1993.